# Tuvalu op de Gemenebestspelen

Vlag van Tuvalu

Tuvalu is een land dat deelneemt aan de Gemenebestspelen (of Commonwealth Games). Hun eerste deelname was op de Gemenebestspelen 2002. Tot nu toe wonnen ze nog geen enkele medaille.

## Medailles
| Tuvalu op de Gemenebestspelen | Tuvalu op de Gemenebestspelen | Tuvalu op de Gemenebestspelen | Tuvalu op de Gemenebestspelen | Tuvalu op de Gemenebestspelen | Tuvalu op de Gemenebestspelen |
| ----------------------------- | ----------------------------- | ----------------------------- | ----------------------------- | ----------------------------- | ----------------------------- |
| Jaar                          | Goud                          | Zilver                        | Brons                         | Totaal                        | Rang                          |
| 2002                          | -                             | -                             | -                             | -                             | /                             |
| 2006                          | -                             | -                             | -                             | -                             | /                             |
| 2010                          | -                             | -                             | -                             | -                             | /                             |
| 2014                          | -                             | -                             | -                             | -                             | /                             |
| 2018                          | -                             | -                             | -                             | -                             | /                             |
| 2022                          | -                             | -                             | -                             | -                             | /                             |